# 9172 Abhramu
9172 Abhramu eller 1989 OB är en asteroid i huvudbältet som upptäcktes den 29 juli 1989 av det amerikanska astronom paret Eugene M. och Carolyn S. Shoemaker vid Palomar-observatoriet. Den är uppkallad efter den mytologiska elefanten Abhramu.
Den tillhör asteroidgruppen Amor.